# Petchatniki (métro de Moscou, ligne Lioublinsko-Dmitrovskaïa)
Petchatniki (en russe : Печа́тники et en anglais : Pechatniki) est une station de la ligne Lioublinsko-Dmitrovskaïa (ligne 10 verte) du métro de Moscou, située sur le territoire du raïon Petchatniki dans le district administratif sud-est de Moscou.

## Situation sur le réseau
Établie en souterrain, à 8 mètres sous le niveau du sol, la station Petchatniki est située au point 143+38 de la ligne Lioublinsko-Dmitrovskaïa (ligne 10 verte), entre les stations Kojoukhovskaïa (en direction de Petrovsko-Razoumovskaïa) et Voljskaïa (en direction de Ziablikovo).